# Präfektur Osaka
Osaka (['o:saka] Audioⓘ; jap. 大阪府, Ōsaka-fu) – früher auch häufiger Ohsaka, Oosaka oder Ôsaka – ist eine der Präfekturen Japans. Sie liegt in der Region Kinki auf der Insel Honshū. Sitz der Präfekturverwaltung ist die gleichnamige Stadt Osaka.

## Geografie
Die Präfektur Osaka liegt an der Küste der Bucht von Osaka. Die Osaka-Ebene (Ōsaka heiya) nimmt einen großen Teil der Präfektur ein und erstreckt sich auch ins nordwestlich angrenzende Hyōgo. In der Ebene liegt mit den Städten Osaka und Kōbe (zusammen Hanshin) ein wesentlicher Teil der Keihanshin-Metropolregion, die der zweitgrößte Ballungsraum des Landes nach der Metropolregion Kantō um Tokio und das Herz Westjapans ist. Im Norden der Präfektur Osaka erheben sich die Hokusetsu-Berge und das Tanba-Hochland. Von Nordosten fließt der Yodo-gawa aus Kyōto durch die Ebene und die Stadt Osaka. Im Osten steigen die Ikoma-Berge auf, dort grenzt Osaka an Nara. Von dort kommt ein weiterer größerer Fluss, der Yamatogawa, und durchfließt den Süden der Osaka-Ebene, an seiner Mündung bildet er die Grenze zwischen den Städten Osaka und Sakai, der zweiten Großstadt der Präfektur. Im Südosten begrenzen die Kongō-Berge die Osaka-Ebene. Im Süden erhebt sich die Izumi-Kette, dort grenzt Osaka an Wakayama.

Umriss
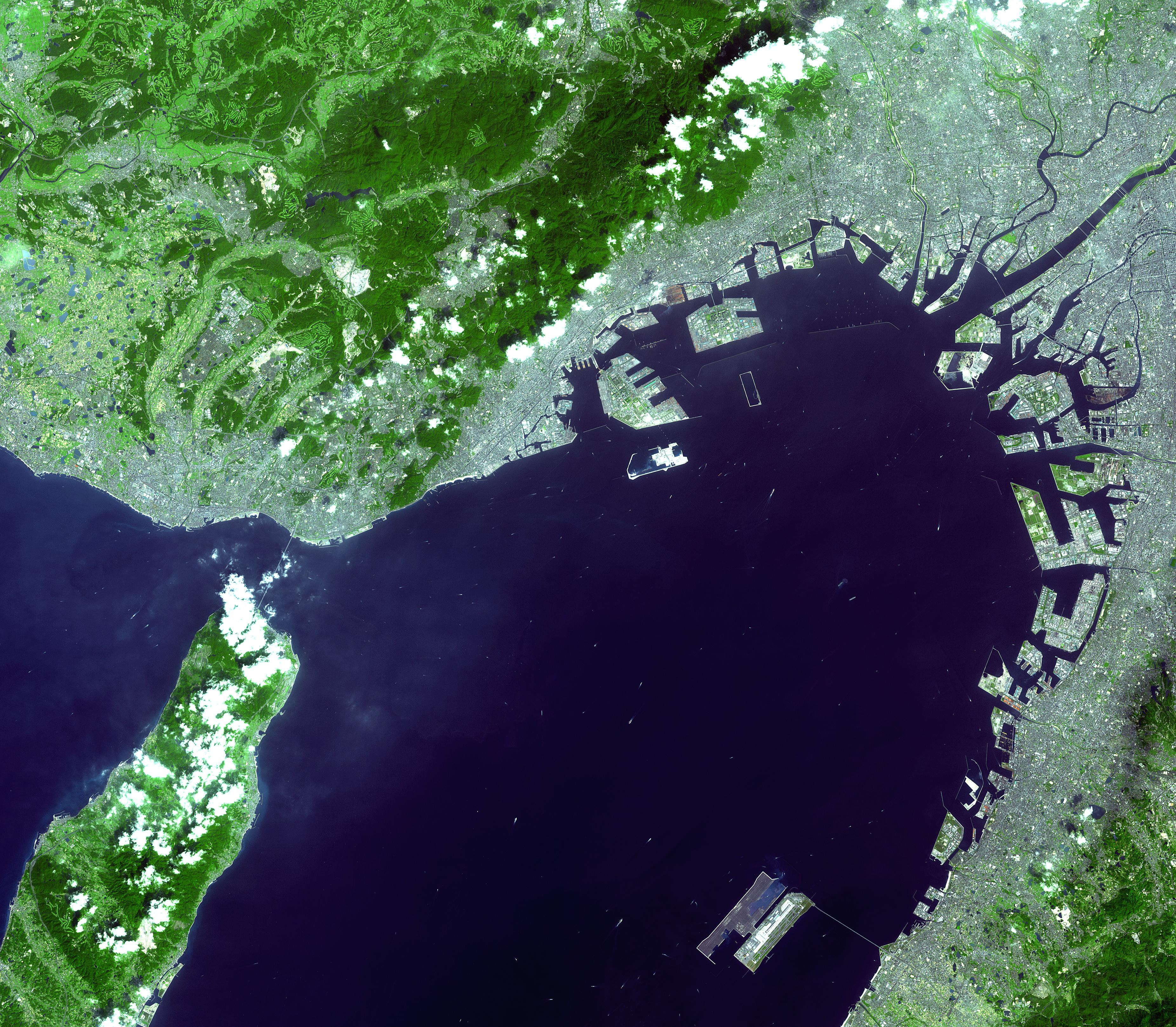
Bucht von Osaka
Physische Karte
Gemeindeeinteilung (Stand: 2015)

## Geschichte
Die Präfektur Osaka entstand 1868 als Nachfolger der vormaligen Shōgunatsverwaltung für die Stadt Osaka (Ōsaka-machi-bugyō). Nach der Abschaffung der Han, der Lehen der Feudalzeit, 1871 umfasste sie grob das nördliche Drittel ihres heutigen Gebiets. 1881 annektierte die Präfektur Osaka die Präfektur Sakai, ihr Territorium dehnte sich auf das heutige Gebiet und zusätzlich die heutige Präfektur Nara aus, die erst 1887 endgültig von Osaka getrennt wurde. Seither umfasst die Präfektur Osaka weitgehend die Provinzen Kawachi, Izumi und einen Teil von Settsu.

## Politik
- KPJ: 1
- Minshu Net („Demokratisches Netz“; mit KDP): 2
- LDP: 7
- Kōmeitō: 14
- Ōsaka Ishin no Kai: 55

An der Spitze der Präfekturverwaltung Osaka steht wie in allen Präfekturen der alle vier Jahre direkt gewählte Gouverneur. Bei der Gouverneurswahl 2023 (Teil der einheitlichen Wahlen im April) wurde Gouverneur Hirofumi Yoshimura von der Ōsaka Ishin no Kai mit 73,3 % gegen fünf Herausforderer souverän für eine zweite Amtszeit wiedergewählt. Das ebenfalls im einheitlichen Wahlzyklus gewählte Präfekturparlament von Osaka wurde bei der Wahl 2023 auf 79 Mitglieder verkleinert, die Zahl der Einmandatswahlkreise (=winner-take-all) stieg auf 36. Die Ishin no Kai konnte ihre Mehrheit noch ausbauen und gewann 55 Sitze, die in der Präfekturpolitik von Osaka phasenweise wiederholt verbündete Kōmeitō konnte noch 14 Sitze halten, die LDP fiel drastisch auf 7 Sitze zurück. Je einen Sitz gewannen KDP, KPJ und Unabhängige.
Damit hat die Ishin no Kai nach dem Scheitern des to-Plans ihre Dominanz in Osaka noch ausgeweitet. Der von der Ishin no Kai lange verfolgte Ōsaka-to-Plan (大阪都構想, Ōsaka-to kōsō, meist als "Osaka Metropolis plan" ins Englische übersetzt) bezeichnet die Auflösung der Stadt Osaka in „Sonderbezirke“ (tokubetsu-ku) der Präfektur Osaka ähnlich wie in der Präfektur Tokio. Osaka wäre danach funktionell wie Tokio eine -to (~„[Metropol-/Hauptstadt-]Präfektur“) statt bisher -fu („[Stadt-]Präfektur“) geworden, auch wenn die nationalen Gesetze zwar die Abschaffung der Stadt Osaka erlauben, aber eine Umbenennung der Präfektur nicht vorsehen. Ursprünglich wollte die Ishin no Kai auch Osakas zweite Großstadt Sakai und weitere umliegende Gemeinden in „Sonderbezirke“ auflösen, aber nach politischen Rückschlägen kam es zu einem ersten to-Plan, der sich auf die Stadt Osaka beschränkte; dieser Plan und eine modifizierte Neuauflage wurden von den Bürgern der Stadt Osaka in zwei Referenden 2015 und 2020 knapp abgelehnt.
Im nationalen Parlament ist Osaka durch 19 direkt gewählte Abgeordnete im Unterhaus und acht im Oberhaus vertreten. Die 19 Unterhauswahlkreise von Osaka wurden bei der Wahl 2024 sämtlich von Kandidaten der Nippon Ishin no Kai gewonnen; die älteren Nationalparteien blieben ganz ohne Sitz. Für das Oberhaus ist Osaka Viermandatswahlkreis, wird also von acht Abgeordneten vertreten. Nach den Wahlen 2019 und 2022 und Änderungen seither (Stand: November 2024) sind die Vertreter Osakas drei Ishin-Abgeordnete und je zwei Mitglieder von LDP und Kōmeitō; ein Sitz ist vakant.

## Verwaltungsgliederung
Mit Einführung der modernen Gemeinden 1889 bestand die Präfektur Osaka aus zwei kreisfreien Städten (-shi aus vorher 5 Stadtkreisen, -ku, vier wurden zu Stadtbezirken der neuen Stadt Osaka, der Sakai-ku wurde zur Sakai-shi), zwölf Kleinstädten (-machi/-chō) und 310 Dörfern (-mura) in 27 Landkreisen. Durch Eingliederungen und Fusionen sank die Zahl der Gemeinden von 296 (1920) über 104 (1955) und 51 (1960) auf 44 im Jahr 1975. Seit 2005 besteht die Präfektur aus 33 [kreisfreien] Städten, neun Kleinstädten und einem Dorf, letztere zusammengefasst in fünf Landkreisen. Zwei dieser Landkreise bestehen aus jeweils nur noch einer Gemeinde.
Es gibt elf -shi in den drei Sonderformen für Großstädte:
- „designierte Großstädte“ (seirei shitei toshi): Osaka und Sakai;
- „Kernstädte“ (chūkakushi): Higashiōsaka, Hirakata, Takatsuki, Toyonaka, Yao und Neyagawa;
- „Ausnahmestädte“ (tokureishi): Ibaraki, Kishiwada und Suita.

In nachstehender Tabelle sind die Landkreise (-gun) kursiv dargestellt, darunter jeweils (eingerückt) die Kleinstädte und das Dorf innerhalb dieser. Die ersten drei Stellen des Gebietskörperschaftscodes (1. Spalte) hängen von Präfektur und Gebietskörperschaftsart ab: Die ersten beiden Stellen sind der Präfekturschlüssel (Osaka ist JP-27), die dritte Stelle ist 0 bei Präfekturen, 1 bei designierten Großstädten und Sonderbezirken, 2 bei anderen kreisfreien Städten, 3–7 bei sonstigen [historisch kreisangehörigen] Gemeinden sowie auch bei den für statistische Zwecke verwendeten Landkreisschlüsseln, 8 bei Zweckverbänden. Am Anfang der Tabelle stehen die kreisfreien Städte.

| Die Gliederung der Präfektur Osaka |             |
| design. Großstadt                  |  Dorf       |
| sonst. kreisfreie Stadt            |  Kleinstadt |

| Code                       | Name                       | Name       | Fläche (in km²) | Bevölkerung       | Bevölkerung      | Bevölkerungs- dichte (Ew./km²)3 |
| Code                       | lat. Transkription         | jap.       | 1. Januar 2023  | 1. September 2020 | 1. Oktober 20153 | Bevölkerungs- dichte (Ew./km²)3 |
| -------------------------- | -------------------------- | ---------- | --------------- | ----------------- | ---------------- | ------------------------------- |
| 27100                      | Ōsaka-shi                  | 大阪市     | 225,33          | 2.751.862         | 2.691.185        | 11944,90                        |
| 27140                      | Sakai-shi                  | 堺市       | 149,83          | 823.523           | 839.310          | 5602,12                         |
| 27202                      | Kishiwada-shi              | 岸和田市   | 72,72           | 188.015           | 194.911          | 2680,29                         |
| 27203                      | Toyonaka-shi               | 豊中市     | 36,39           | 401.233           | 395.479          | 10867,79                        |
| 27204                      | Ikeda-shi                  | 池田市     | 22,14           | 104.148           | 103.069          | 4655,33                         |
| 27205                      | Suita-shi                  | 吹田市     | 36,09           | 384.953           | 374.468          | 10375,95                        |
| 27206                      | Izumi-Ōtsu-shi             | 泉大津市   | 14,33           | 74.175            | 75.897           | 5296,37                         |
| 27207                      | Takatsuki-shi              | 高槻市     | 105,29          | 347.496           | 351.829          | 3341,52                         |
| 27208                      | Kaizuka-shi                | 貝塚市     | 43,93           | 84.356            | 88.694           | 2018,98                         |
| 27209                      | Moriguchi-shi              | 守口市     | 12,71           | 141.849           | 143.042          | 11254,29                        |
| 27210                      | Hirakata-shi               | 枚方市     | 65,12           | 396.694           | 404.152          | 6206,27                         |
| 27211                      | Ibaraki-shi                | 茨木市     | 76,49           | 283.835           | 280.033          | 3661,04                         |
| 27212                      | Yao-shi                    | 八尾市     | 41,72           | 264.913           | 268.800          | 6442,95                         |
| 27213                      | Izumi-Sano-shi             | 泉佐野市   | 56,51           | 99.328            | 100.966          | 1786,69                         |
| 27214                      | Tondabayashi-shi           | 富田林市   | 39,72           | 108.735           | 113.984          | 2869,69                         |
| 27215                      | Neyagawa-shi               | 寝屋川市   | 24,70           | 227.997           | 237.518          | 9616,11                         |
| 27216                      | Kawachi-Nagano-shi         | 河内長野市 | 109,63          | 100.415           | 106.987          | 975,89                          |
| 27217                      | Matsubara-shi              | 松原市     | 16,66           | 117.186           | 120.750          | 7247,90                         |
| 27218                      | Daitō-shi                  | 大東市     | 18,27           | 118.903           | 123.217          | 6744,23                         |
| 27219                      | Izumi-shi                  | 和泉市     | 84,98           | 184.299           | 186.109          | 2190,03                         |
| 27220                      | Minō-shi                   | 箕面市     | 47,90           | 136.976           | 133.411          | 2785,20                         |
| 27221                      | Kashiwara-shi              | 柏原市     | 25,33           | 67.757            | 71.112           | 2807,42                         |
| 27222                      | Habikino-shi               | 羽曳野市   | 26,45           | 108.373           | 112.683          | 4260,23                         |
| 27223                      | Kadoma-shi                 | 門真市     | 12,30           | 118.319           | 123.576          | 10046,83                        |
| 27224                      | Settsu-shi                 | 摂津市     | 14,87           | 86.168            | 85.007           | 5716,68                         |
| 27225                      | Takaishi-shi               | 高石市     | 11,30           | 55.910            | 56.529           | 5002,57                         |
| 27226                      | Fujiidera-shi              | 藤井寺市   | 8,89            | 63.338            | 65.438           | 7360,85                         |
| 27227                      | Higashi-Ōsaka-shi          | 東大阪市   | 61,78           | 490.819           | 502.784          | 8138,30                         |
| 27228                      | Sennan-shi                 | 泉南市     | 48,98           | 59.634            | 62.438           | 1274,77                         |
| 27229                      | Shijōnawate-shi            | 四條畷市   | 18,69           | 55.094            | 56.075           | 3000,27                         |
| 27230                      | Katano-shi                 | 交野市     | 25,55           | 76.002            | 76.435           | 2991,59                         |
| 27231                      | Ōsaka-Sayama-shi           | 大阪狭山市 | 11,92           | 58.593            | 57.792           | 4848,32                         |
| 27232                      | Hannan-shi                 | 阪南市     | 36,17           | 50.736            | 54.276           | 1500,58                         |
| 27300                      | Mishima-gun                | 三島郡     | 16,81           |                   | 29.983           | 1783,64                         |
| 27301                      | Shimamoto-chō              | 島本町     | 16,81           | 31.292            | 29.983           | 1783,64                         |
| 27320                      | Toyono-gun                 | 豊能郡     | 133,09          |                   | 30.190           | 226,84                          |
| 27321                      | Toyono-chō                 | 豊能町     | 34,34           | 18.011            | 19.934           | 580,49                          |
| 27322                      | Nose-chō                   | 能勢町     | 98,75           | 8942              | 10256            | 103,86                          |
| 27340                      | Senboku-gun                | 泉北郡     | 3,97            |                   | 17.298           | 4357,18                         |
| 27341                      | Tadaoka-chō                | 忠岡町     | 3,97            | 16.628            | 17.298           | 4357,18                         |
| 27360                      | Sennan-gun                 | 泉南郡     | 72,03           |                   | 68.790           | 955,02                          |
| 27361                      | Kumatori-chō               | 熊取町     | 17,24           | 43.570            | 44.435           | 2577,44                         |
| 27362                      | Tajiri-chō                 | 田尻町     | 5,62            | 8273              | 8417             | 1497,69                         |
| 27366                      | Misaki-chō                 | 岬町       | 49,18           | 14.629            | 15.938           | 324,07                          |
| 27380                      | Minami-Kawachi-gun         | 南河内郡   | 76,72           |                   | 35.252           | 459,49                          |
| 27381                      | Taishi-chō                 | 太子町     | 14,17           | 13.092            | 13.748           | 970,22                          |
| 27382                      | Kanan-chō                  | 河南町     | 25,26           | 15.497            | 16.126           | 638,40                          |
| 27383                      | Chihaya-Akasaka-mura       | 千早赤阪村 | 37,30           | 4803              | 5378             | 144,18                          |
|                            |                            |            |                 |                   |                  |                                 |
| Shi-bu (kreisfreie Städte) | Shi-bu (kreisfreie Städte) | 市部       | 1.602,72        |                   | 8.657.956        | 5402,71                         |
| Gun-bu (Landkreise)        | Gun-bu (Landkreise)        | 郡部       | 302,62          |                   | 181.513          | 599,81                          |
|                            |                            |            |                 |                   |                  |                                 |
| 27000                      | Ōsaka-fu                   | 大阪府     | 1.905,34        | 8.806.371         | 8.839.469        | 4639,80                         |

### Bevölkerungsentwicklung der Präfektur
| Census- Jahr | Gesamt- Bevölkerung | männliche Bevölkerung | weibliche Bevölkerung | Geschlechter- verhältnis Männer auf 1000 Frauen | Fläche in km2 | Bevölkerungs- dichte Einw. je km2 |
| ------------ | ------------------- | --------------------- | --------------------- | ----------------------------------------------- | ------------- | --------------------------------- |
| 1920         | 2.587.847           | 1.344.846             | 1.243.001             | 1082                                            | 1813,63       | 1426,9                            |
| 1925         | 3.059.502           | 1.594.227             | 1.465.275             | 1088                                            | 1813,63       | 1687,0                            |
| 1930         | 3.540.017           | 1.845.786             | 1.694.231             | 1090                                            | 1812,63       | 1953,0                            |
| 1935         | 4.297.174           | 2.241.666             | 2.055.508             | 1091                                            | 1813,63       | 2369,4                            |
| 1940         | 4.792.966           | 2.460.574             | 2.332.392             | 1055                                            | 1813,63       | 2642,8                            |
| 1945         | 2.800.958           | 1.353.776             | 1.447.182             | 936                                             | 1813,63       | 1544,4                            |
| 1950         | 3.857.047           | 1.899.745             | 1.957.302             | 971                                             | 1814,63       | 2125,5                            |
| 1955         | 4.618.308           | 2.290.170             | 2.328.138             | 984                                             | 1809,93       | 2551,7                            |
| 1960         | 5.504.746           | 2.766.229             | 2.738.517             | 1010                                            | 1831,47       | 3005,6                            |
| 1965         | 6.657.189           | 3.355.699             | 3.301.490             | 1016                                            | 1839,97       | 3618,1                            |
| 1970         | 7.620.480           | 3.823.622             | 3.796.858             | 1007                                            | 1854,05       | 4110,2                            |
| 1975         | 8.278.925           | 4.132.495             | 4.146.430             | 997                                             | 1858,40       | 4454,9                            |
| 1980         | 8.473.446           | 4.203.838             | 4.269.608             | 985                                             | 1864,16       | 4545,5                            |
| 1985         | 8.668.095           | 4.286.445             | 4.381.650             | 978                                             | 1867,86       | 4640,7                            |
| 1990         | 8.734.516           | 4.308.184             | 4.426.332             | 973                                             | 1883,84       | 4636,6                            |
| 1995         | 8.797.268           | 4.321.575             | 4.475.693             | 966                                             | 1892,06       | 4649,6                            |
| 2000         | 8.805.081           | 4.304.059             | 4.501.022             | 956                                             | 1892,86       | 4651,7                            |
| 2005         | 8.817.166           | 4.280.622             | 4.536.544             | 944                                             | 1894,31       | 4654,6                            |
| 2010         | 8.865.245           | 4.285.566             | 4.579.679             | 936                                             | 1898,47       | 4669,7                            |
| 2015         | 8.839.469           | 4.256.049             | 4.583.420             | 929                                             | 1905,14       | 4639,8                            |

## Größte Orte
| Census-Jahr   | Einwohner | Einwohner | Einwohner | Einwohner | Einwohner | Einwohner |
| Census-Jahr   | 2015      | 2010      | 2005      | 2000      | 1995      | 1990      |
| ------------- | --------- | --------- | --------- | --------- | --------- | --------- |
| Osaka         | 2.691.185 | 2.665.314 | 2.628.811 | 2.598.774 | 2.602.421 | 2.623.801 |
| Sakai         | 839.310   | 841.966   | 830.966   | 792.018   | 802.993   | 807.765   |
| Higashiōsaka  | 502.784   | 509.533   | 513.821   | 515.094   | 517.232   | 518.319   |
| Hirakata      | 404.152   | 407.978   | 404.044   | 402.563   | 400.144   | 390.788   |
| Toyonaka      | 395.479   | 389.341   | 386.623   | 391.726   | 398.908   | 409.837   |
| Suita         | 374.468   | 355.798   | 353.885   | 347.929   | 342.760   | 345.206   |
| Takatsuki     | 351.829   | 357.359   | 351.826   | 357.438   | 362.270   | 359.867   |
| Ibaraki       | 280.033   | 274.822   | 267.961   | 260.648   | 258.233   | 254.078   |
| Yao           | 268.800   | 271.460   | 273.487   | 274.777   | 276.664   | 277.568   |
| Neyagawa      | 237.518   | 238.204   | 241.816   | 250.806   | 258.443   | 256.524   |
| Kishiwada     | 194.911   | 199.234   | 201.000   | 200.104   | 194.818   | 188.563   |
| Izumi         | 186.109   | 184.988   | 177.856   | 172.974   | 157.300   | 146.127   |
| Moriguchi     | 143.042   | 146.697   | 147.465   | 152.298   | 157.306   | 157.372   |
| Minō          | 133.411   | 129.895   | 127.135   | 124.898   | 127.542   | 122.120   |
| Kadoma        | 123.576   | 130.282   | 131.706   | 135.648   | 140.506   | 142.297   |
| Daitō         | 123.217   | 127.534   | 126.504   | 128.917   | 128.838   | 126.460   |
| Matsubara     | 120.750   | 124.594   | 127.276   | 132.562   | 134.457   | 135.919   |
| Tondabayashi  | 113.984   | 119.576   | 123.837   | 126.558   | 121.690   | 110.447   |
| Habikino      | 112.683   | 117.681   | 118.695   | 119.246   | 117.735   | 115.049   |
| Kawachinagano | 106.987   | 112.490   | 117.239   | 121.008   | 117.082   | 108.767   |
| Ikeda         | 103.069   | 104.229   | 101.616   | 101.516   | 104.293   | 104.218   |
| Izumisano     | 100.966   | 100.801   | 98.889    | 96.064    | 92.583    | 88.866    |
| Kaizuka       | 88.694    | 90.519    | 90.314    | 88.523    | 84.653    | 79.234    |
| Settsu        | 85.007    | 83.720    | 85.009    | 85.065    | 87.330    | 87.453    |
| Katano        | 76.435    | 77.686    | 77.644    | 76.919    | 72.404    | 65.308    |
| Izumiōtsu     | 75.897    | 77.548    | 77.673    | 75.091    | 68.842    | 67.035    |
| Kashiwara     | 71.112    | 74.773    | 77.034    | 79.227    | 80.303    | 76.819    |
| Fujiidera     | 65.438    | 66.165    | 65.780    | 66.806    | 66.988    | 65.922    |
| Sennan        | 62.438    | 64.403    | 64.683    | 64.152    | 61.688    | 60.065    |
| Ōsakasayama   | 57.792    | 58.227    | 58.208    | 56.996    | 57.647    | 54.319    |
| Takaishi      | 56.529    | 59.572    | 61.127    | 62.260    | 64.295    | 65.086    |
| Shijonawate   | 56.075    | 57.554    | 57.342    | 55.136    | 53.763    | 50.035    |
| Hannan        | 54.276    | 56.646    | 57.616    | 58.193    | 55.625    | ——        |

- 1. Oktober 1987 – Die Gemeinde Sayama wird zur kreisfreien Stadt erhoben und erhält den Namen Ōsakasayama
- 1. Oktober 1991 – Die Gemeinde Hannan wird zur kreisfreien Stadt erhoben.

## Verkehr

Kfz-Kennzeichen in Osaka: Der Norden verwendet 大阪, die Stadt Osaka なにわ, die Stadt Sakai 堺, der Süden 和泉.

Ōsaka-fu besitzt 3 große Flughäfen
- Flughafen Kansai
- Flughafen Osaka-Itami und
- Flughafen Yao

## Wirtschaft
Historisch gesehen war Osaka das Handelszentrum Japans, vor allem im mittleren und vormodernen Zeitalter. Nomura Securities, die erste Maklerfirma Japans, wurde 1925 in der Stadt gegründet, und Osaka beherbergt noch immer eine führende Terminbörse. Viele große Unternehmen haben ihre Hauptniederlassungen inzwischen nach Tokio verlegt. Einige große Unternehmen wie Panasonic, Sharp und Sanyo haben jedoch nach wie vor ihren Hauptsitz in Osaka.

## Polizei

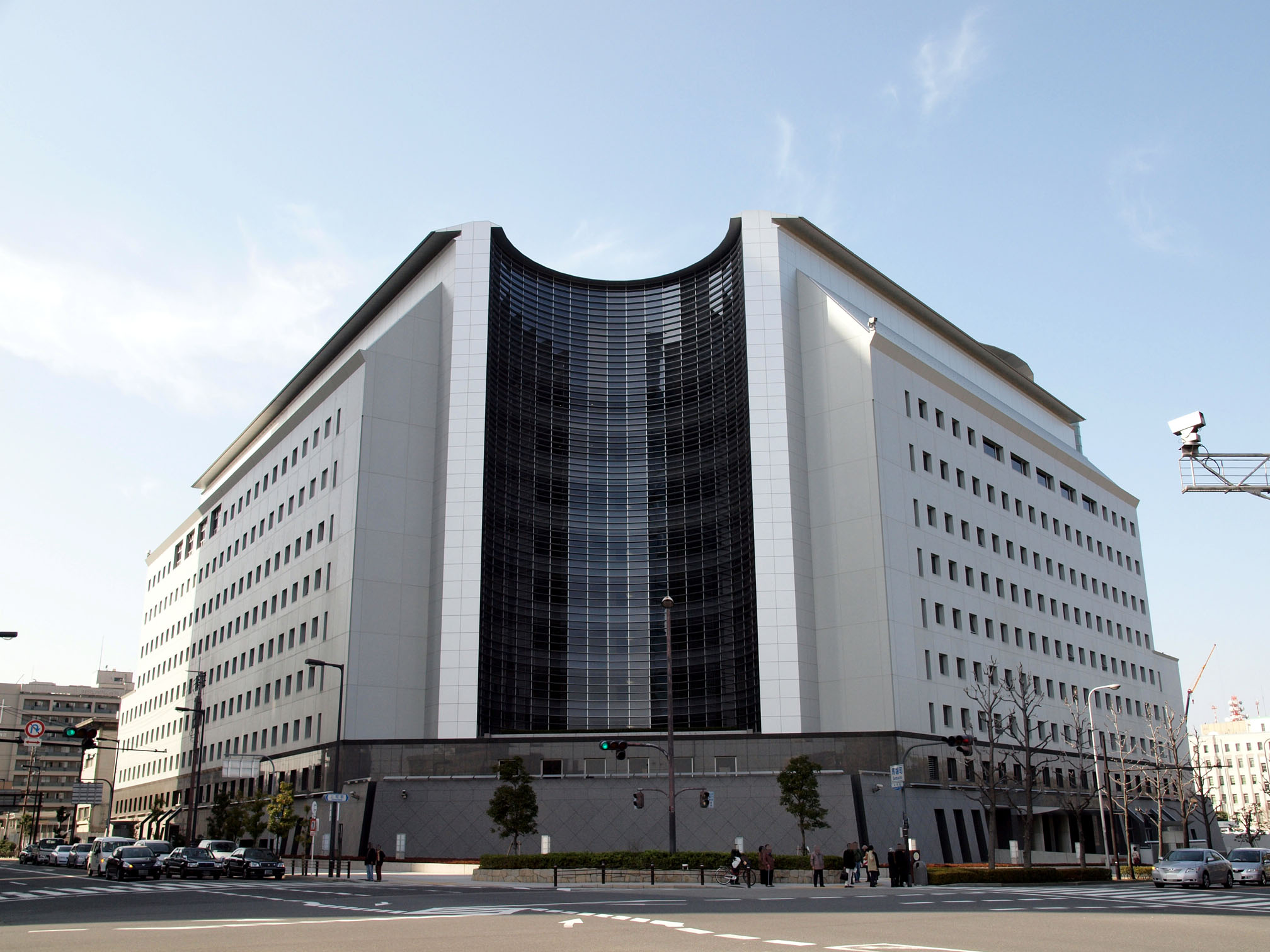
Das Hauptquartier der Präfekturpolizei in der Stadt Osaka

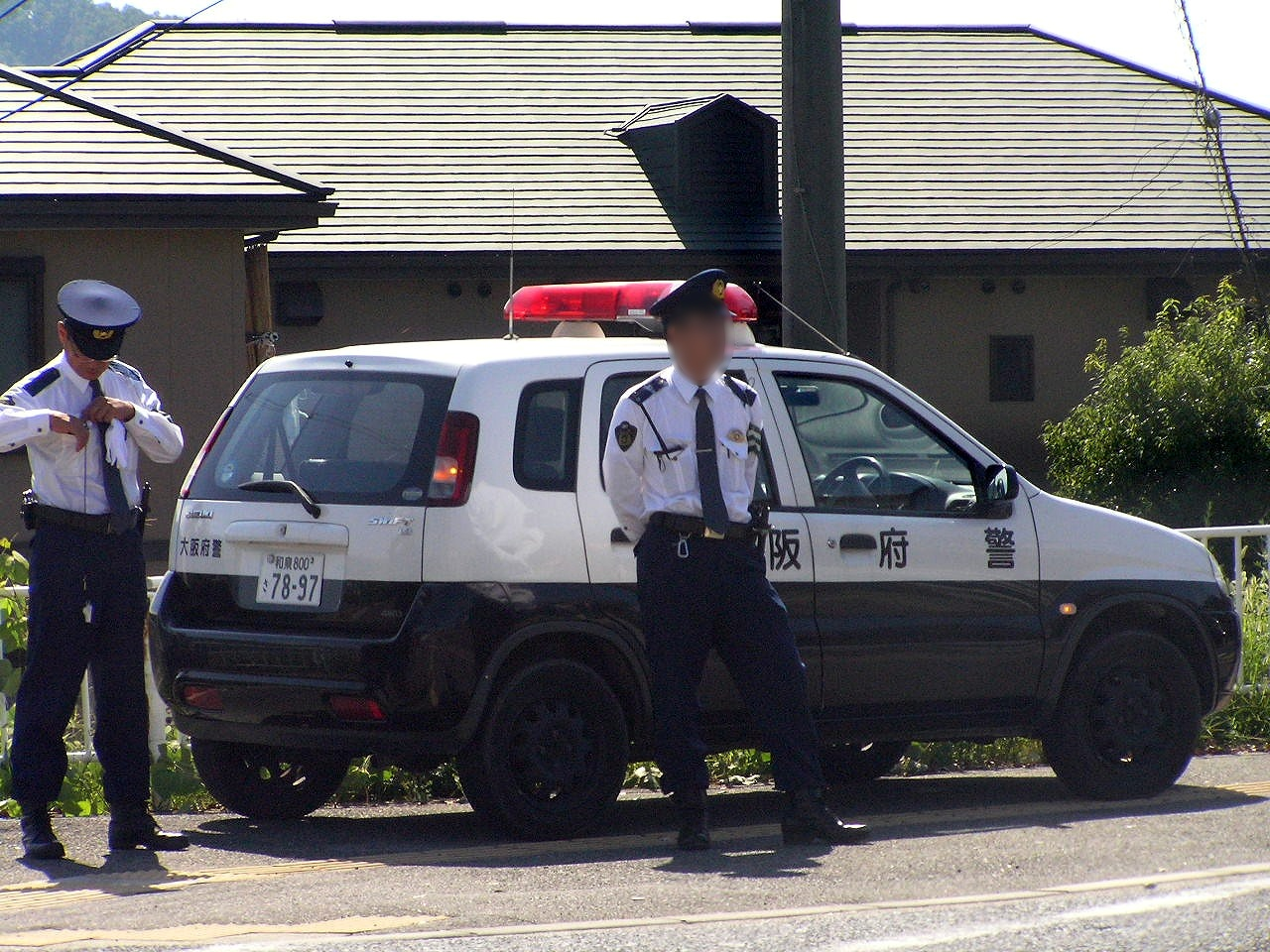
Ein Streifenwagen der Fukei

Die Polizei der Präfektur Osaka (Ōsaka-fu keisatsu jap. 大阪府警察, kurz Ōsaka-fukei 大阪府警 oder bei eindeutigem Kontext nur fukei 府警) ist mit über 20.000 Polizisten ist die zweitgrößte Präfekturpolizei des Landes nach der Keishi-chō der Präfektur Tokio. Wie in allen Präfekturen operiert sie unter Aufsicht der Kommission für öffentliche Sicherheit; deren fünf Mitglieder werden vom Gouverneur mit Zustimmung des Parlaments für dreijährige Amtszeiten ernannt, drei Amtszeiten in Folge sind möglich. Für die regionale Koordination, Ausbildung und Ausstattung durch die nationale Polizeibehörde ist die Polizei von Osaka neben denen von Kyōto, Hyōgo, Shiga, Nara und Wakayama dem regionalen Polizeiamt Kinki (Kinki kanku keisatsu-kyoku 近畿管区警察局) zugeordnet. Präfekturweit gibt es über 60 Polizeireviere und über 600 kōban 交番 und chūzaisho 駐在所 (ländliche Polizeihäuser).
In heutiger Form entstand die Präfekturpolizei nach dem Polizeigesetz von 1954; davor in der Besatzungszeit hatte es seit der Abschaffung des Innenministeriums die präfekturweite Landpolizei sowie in den größeren Gemeinden der Präfektur eigenständige kommunale Polizeien gegeben, darunter insbesondere die Polizei der Stadt Osaka (damals wie in Tokio Ōsaka-shi keishi-chō).

## Bildung
Die Präfekturverwaltung trägt die Universität der Präfektur Osaka (Ōsaka Furitsu Daigaku), die im April 2022 mit der Universität der Stadt Osaka (Ōsaka Shiritsu Daigaku) zu einer Hochschule (Ōsaka Kōritsu Daigaku) vereinigt wurde. Daneben gibt es in der Präfektur zentralstaatliche Hochschulen, darunter insbesondere die Universität Osaka, und zahlreiche private Hochschulen.
Der Bildungsausschuss der Präfektur Osaka (Ōsaka-fu kyōiku iinkai, 大阪府教育委員会) ist wie in allen Präfekturen für die Schulaufsicht und den Betrieb der präfekturbetriebenen (vor allem Ober-)Schulen zuständig. Zu den Aufgaben des Bildungsausschusses gehört auch der Schutz der in Osaka zahlreichen Kulturdenkmäler.

## Partnerschaften
Die Präfektur Osaka unterhält Partnerschaftsbeziehungen mit folgenden Städten und Regionen:
- der chinesischen Stadt Shanghai,
- der chinesischen Provinz Jiangsu,
- der indonesischen Provinz Ostjava,
- dem französischen Département Val-d’Oise,
- dem australischen Bundesstaat Queensland,
- der russischen Region Primorje,
- dem US-Bundesstaat Kalifornien,
- der italienischen Region Lombardei,
- der Stadt Dubai in den Vereinigten Arabischen Emiraten und
- der vietnamesischen Ho-Chi-Minh-Stadt.[16]

## Sehenswürdigkeiten (Auswahl)

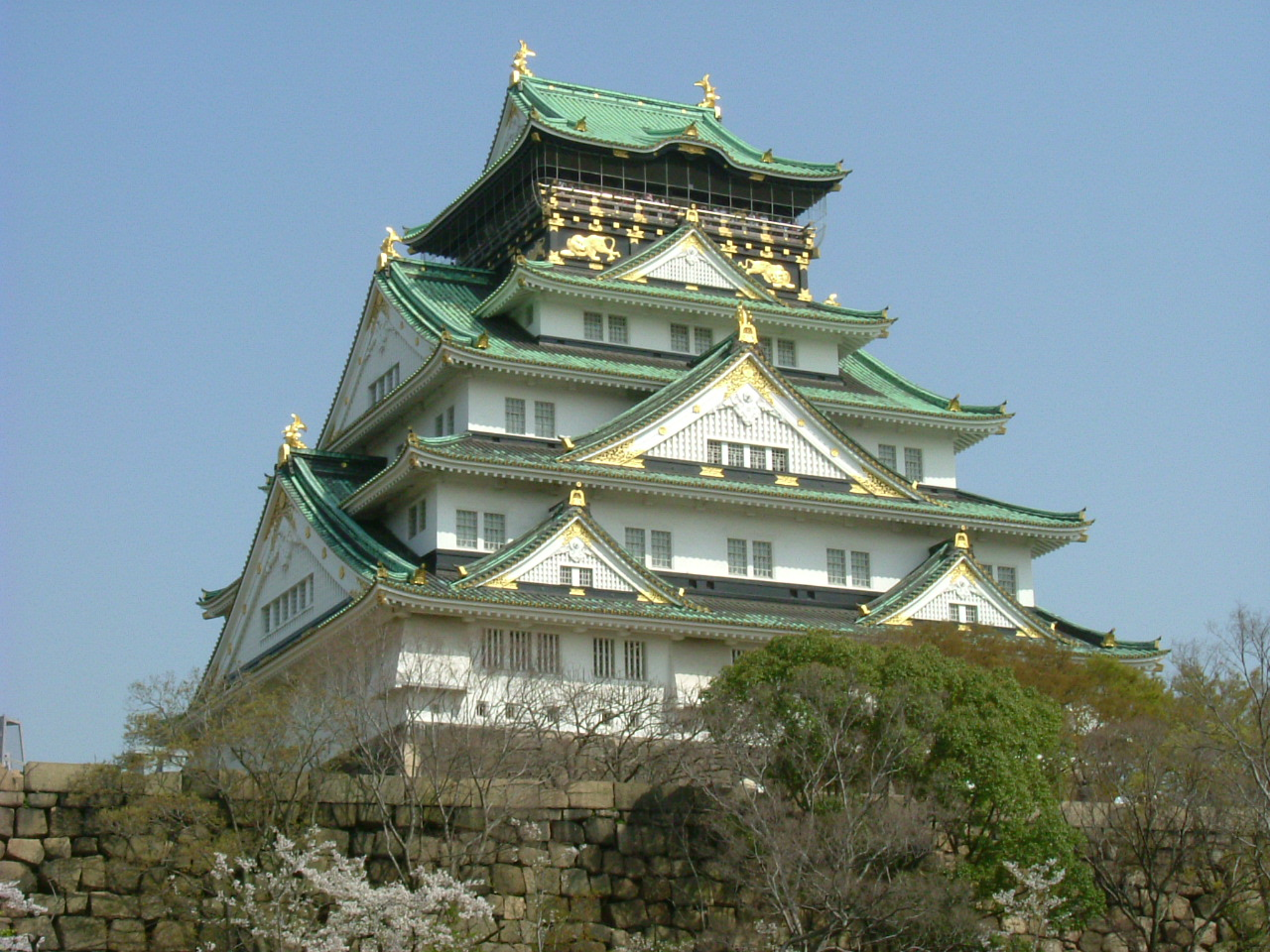
Burg Ōsaka
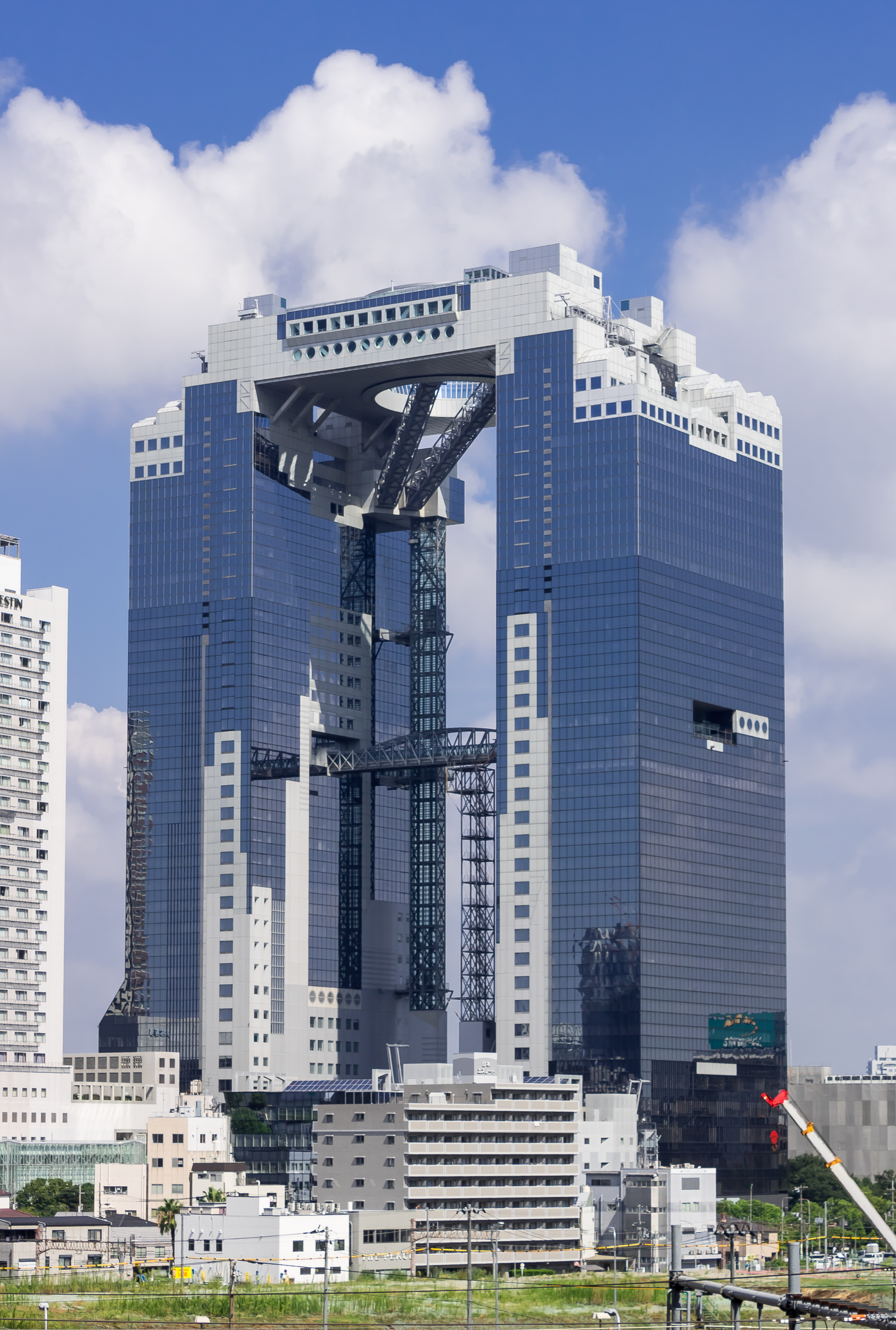
Umeda Sky Building
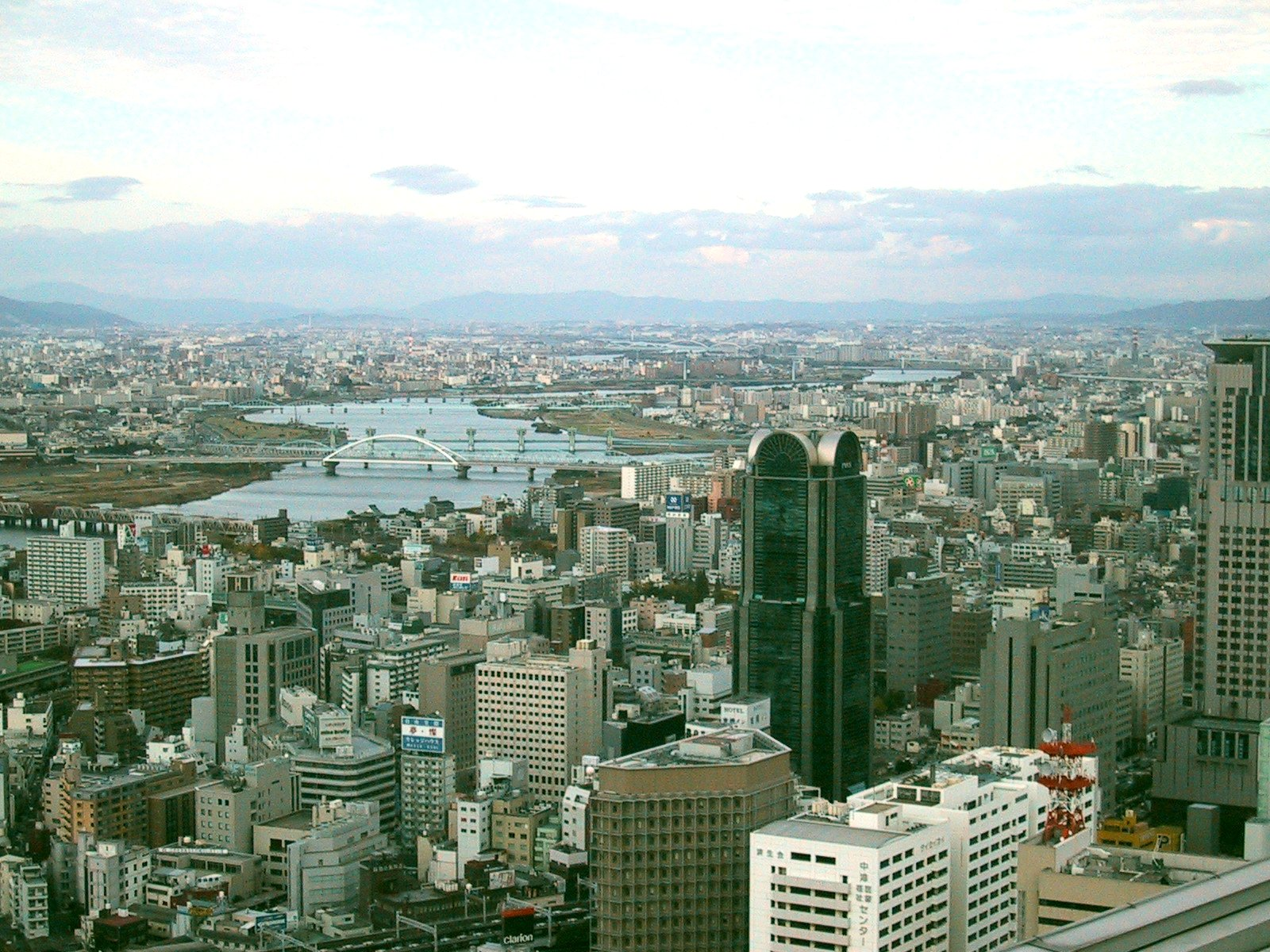
Zentrum der Stadt Osaka
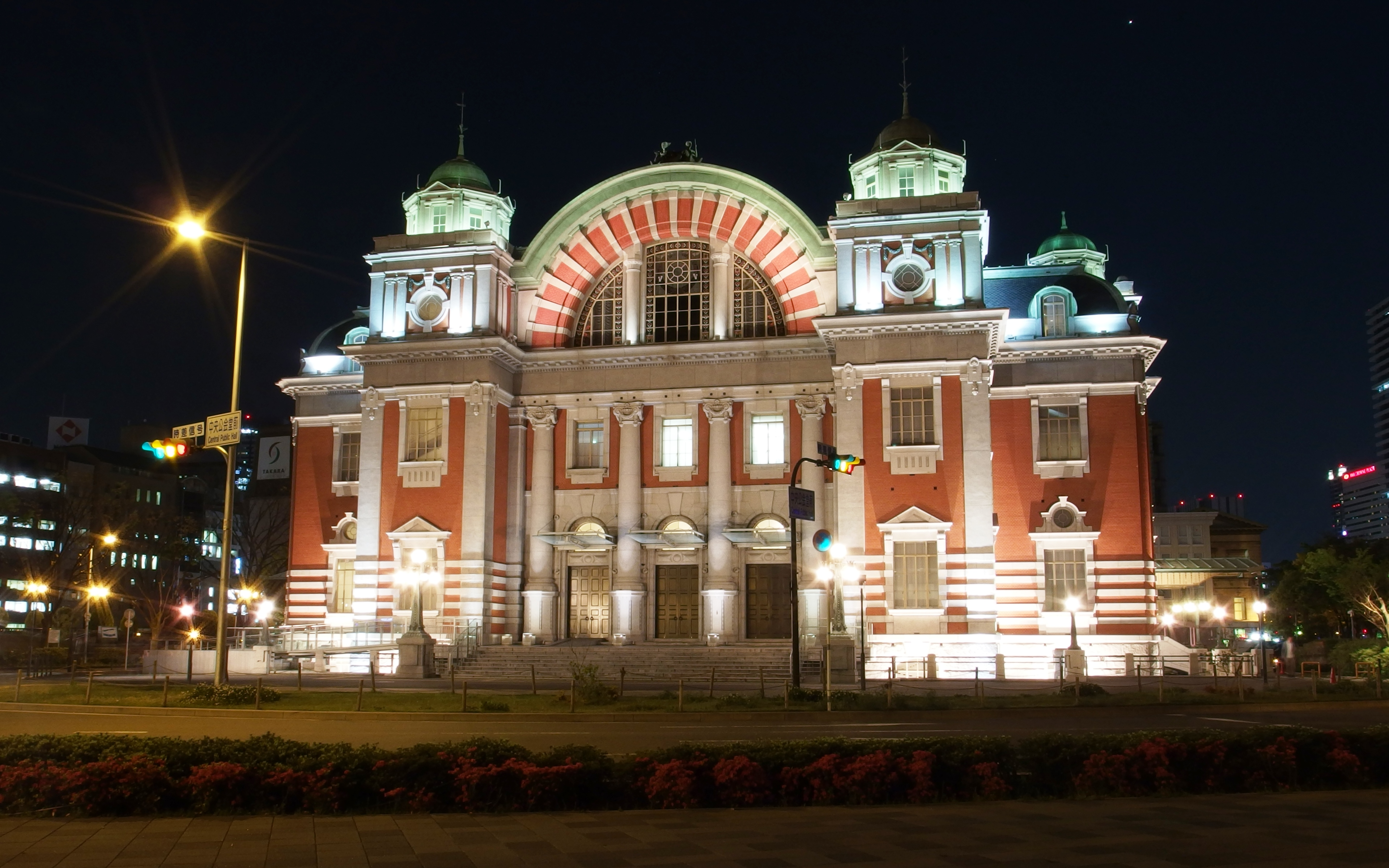
Stadthalle
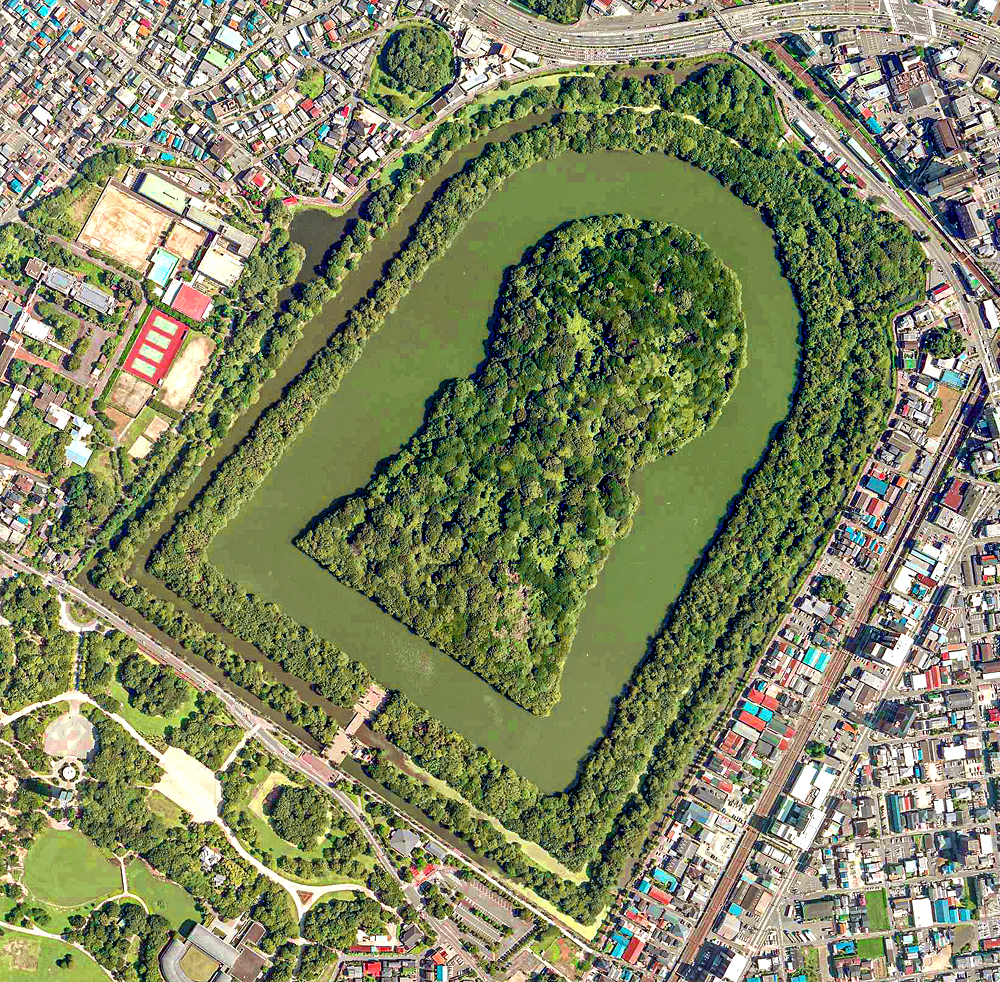
Grabstätte des Kaisers Nintoku in Sakai